# 刺角海綿
刺角海綿（學名：Hydnoceras），又名塊角海綿、水角海綿、水角石，是一屬已滅絕的海綿，生存於晚泥盆紀至石炭紀。牠們的內壁薄，身體呈花瓶狀，是玻璃海綿中最突出的典型，其骨針的開口式結構形成了一個長方形網架。沿著縱向背脊有鱗莖狀隆起。

## 外部連結
- Hydnoceras in the Paleobiology Database